# قضاء النبطية
قضاء النبطية واحد من أقضية محافظة النبطية الأربعة، يحده من الشمال قضاء جزين ومن الشرق قضاء مرجعيون ومن الجنوب والشرق قضائي صور وبنت جبيل ومن الغرب قضاء صيدا- الزهراني.
ينبسط قضاء النبطية على هضاب داخلية جنوب لبنان بمساحة تتجاوز ال 265 كيلومترا مربعا، تتدرج بارتفاعها عن سطح البحر من 300 م حتى 950م، يحيط به مجرى نهر الليطاني من الجنوب والشرق ويمتد شمالا ليشمل مرتفعات إقليم التفاح على سفوح جبل الريحان الغربية، ثم ينحدر غربا ليلامس حدود محافظة لبنان الجنوبي.
مركز القضاء مدينة النبطية وهي أيضا مركز للمحافظة، تبعد 65 كيلومترا عن مركز العاصمة بيروت وهي مدينة تعتبر من الحواضر الثقافية في جبل عامل.

## اقرأ أيضا
- كفرتبنيت

## مواقع خارجية
- مركز المعلوماتية للتنمية الحلية نسخة محفوظة 1 فبراير 2009 على موقع واي باك مشين.